# 敷香内路線
敷香内路線（しすかないろせん）は、かつて樺太に存在した樺太庁道であり、敷香郡敷香町から内路村を結んでいた。

## 概要
- 総延長 18.6km
- 幅員　全線5.5m

## 経由地
- 敷香郡敷香町 - 内路村

## 接続道路
- 敷香郡敷香町
  - 敷香上敷香線

- 敷香郡内路村
  - 大泊国境線